# 六分儀座14
六分儀座14，又名BD+06 2259，HD 87682、SAO 118111、HR 3973，是六分儀座的一颗恒星，视星等为6.21，位于銀經234.17，銀緯45.35，其B1900.0坐标为赤經10h 1m 33.6s，赤緯+6° 45.35′ 57″。